# 伊莎貝·巴雍
伊莎貝·巴雍（西班牙語：Isabel Bayón Gamero，1969年5月13日—）是一名西班牙佛朗明哥女舞者，出生于塞维利亚。

## 生平
她在五歲時進入Matilde Coral的舞蹈學校開始學習跳舞。她的訓練包括了古典舞、地方舞蹈、現代舞。
她職業生涯的首次演出，是在1970年代參與了Antonio Ruiz Soler的作品。她在好幾次的賽維亞佛朗明哥雙年展中作獨舞表演，並且在 1988 年那次雙年展進入舞蹈項目的總決賽。在 1986 年她以獨舞者身份參加Milagros Menjibar跟Manolo Marín的演出。
在1992年時她在Sevilla舉辦的1992年世界博覽會演出。

## 外部連結
- 官方网站

## 引用
1. ↑  .   [2012-01-21]. （原始内容存档于2012-02-03）.